# Manó

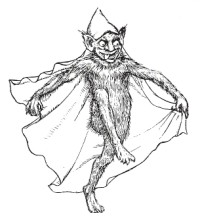
Manó (19. századi illusztráció)

A manó mitikus lény, amely a germán és szláv mitológiában tűnik fel, illetve népmesei hős. Az egykori magyar hiedelemvilágnak nem igazán része. A mesékben alacsony, de rendkívül erős, okos, olykor rosszindulatú lény. A hiedelmekben azonban nem olyan félelmetes, mint maga az ördög, hanem annak inkább tréfásan emlegetett cimborája. Lakóhelye leginkább az erdő mélye.

## Etimológia
A szó eredete nem tisztázott, egyesek az iráni mamus szóhoz kapcsolják.

## Fajtái
[forrás?]
A manó fogalmának már az észak-európai mitológiában is számos változata alakult ki, és ezek sokszor összekeveredtek a különféle – általában nem-írásos – legendákban, történetekben, így nehéz teljesen pontos tipológiát adni. A modernebb korokban pedig újabb mesék és történetek születtek, amelyek hasonlóan eklektikusak fogalom- és motívumhasználat szempontjából. Azonban többé-kevésbé mégis elkülöníthetőek a következő kategóriák:
- házimanó: Északi eredetű fogalom, angol neve „hob” (hasonló fogalmak: hobgoblin, brownie). A házimanó Angliában inkább szellemi, mint anyagi természetű lény, aki egy adott helyhez, jobbára háztartáshoz kötődik. Előfordulhat, hogy hasznos szolgálatokat végez, de lehet eredendően gonosz is, illetve az is előfordulhat, hogy csak akkor válik rosszindulatúvá, ha megsértik. A német nyelvterületen koboldnak nevezik. A magyar nyelvterületre átjött mesékben inkább törpének szokás nevezni, bár – különösen modern mesékben – a kobold elnevezés is előfordul (ld. pl. Pumukli).
- kobold: Német nyelvterületen nem csak házimanót jelöl, de a bányákban lakó apró népséget is, illetve a tengerészeknek is voltak jóindulatú koboldjaik.
- gnóm: nagy tudású alvilági szellem, leginkább démonra hasonlít, de nem feltétlenül gonosz, különösen, ha valaki ismeri a mágiát és tud bánni vele. Az alkimisták idején terjedt el a fogalom, később azonban a rá vonatkozó képzetek egyre jobban kezdtek a gonosz goblinokéval keveredni.
- goblin: apró és csúf, gonosz vagy legalábbis idegesítő lények, a tündérmesék tündéreinek ellenpárjai. A modern fantasy regények, szerep-és videojátékok jobbára a bánya-koboldokhoz hasonló népeket jelölnek goblin szóval.
- ork: modern eredetű fogalom, amely számos fantasy-alkotásban és szerepjátékban előfordul. Az orkok erős és harcias, törzsekben élő (kora ókori színvonalon álló) lények, nem feltétlenül apróak (lehetnek épp óriásiak is), viszont külsejük mégis manószerű. Gyakorta mágikus képességekkel is bírnak.

Manószerű lények más népek mitológiájában is előfordul, a koreai mitológiában például ilyenek a tokkebik.